# Maria Martin
Pour les articles homonymes, voir Martin (nom de famille).
Ne doit pas être confondu avec Marie Martin (homonymie).
Maria Martin (née Arundale à Westminster le 18 juillet 1839 et morte le 14 décembre 1910 à Paris) est une militante féministe qui défend avec constance l'égalité des droits entre les hommes et les femmes. Elle est la sœur ainée de Francesca Arundale.

## Biographie
Maria Arundale est d'origine anglaise et protestante, née en 1839, elle est la sœur aînée de Francesca Arundale. Elle devient française par son mariage et mère de quatre enfants. Elle donne des cours du soir d'anglais et s'investit dans des patronages laïcs. Elle consacre surtout une bonne partie de sa vie au féminisme.
En 1881 elle collabore au journal La citoyenne de la suffragette Hubertine Auclert ; elle en prend la direction en 1888. Plus tard, elle fonde Le journal des femmes, qui paraît de 1891 à 1911. Le journal des femmes est un moyen d'expression qui permet de conquérir des droits nouveaux comme l'éligibilité des femmes aux tribunaux de commerce ou encore le droit des femmes mariées d'ouvrir un livret d'épargne sans l'autorisation de leur mari.
Maria Martin est socialiste. En 1889 elle participe à la fondation de la Ligue socialiste des femmes qui devient en 1891 La solidarité des femmes dont Eugénie Potonié-Pierre est la secrétaire.
Pacifiste,elle participe en 1889 au Congrès de la paix de Genève, puis en 1892 à celui de Berne.
Elle entretient également un intérêt pour la littérature mêlée à ses revendications féministes et dirige le Cercle littéraire des femmes à Lyon.
En 1893 elle fait partie des seize premières femmes initiées en franc-maçonnerie par Maria Deraismes au sein de la loge n°1 du Droit Humain. Elle y reste quinze ans comme secrétaire. Elle gravit tous les échelons symboliques et devient grande chancelière de l'Ordre. Elle défend la laïcité sans faire preuve d'anticléricalisme.
Son rôle dans le féminisme international est éminent. En 1893, elle est secrétaire du Conseil international des femmes (CIF). Elle est remarquée aux congrès qui se tiennent en France de 1889 à 1900. Au congrès de 1900 de la Condition et du droit des femmes, elle réclame le droit de vote et d'éligibilité. Elle est l'un des piliers du Conseil national des femmes françaises fondé en 1901.
À son décès en décembre 1910, l'assistance représente tous les courants du féminisme, du CNFF au Droit Humain, en passant par le Groupe français d'études féministe et l'Union fraternelle des femmes.